# Thomas Prugger
Thomas Prugger (San Candido, 23 de outubro de 1971) é um snowboarder italiano, medalhista de prata nos Jogos Olímpicos de Inverno de 1998, em Nagano.

## Carreira
Começou a praticar snowboard em 1985. Apesar de nunca ter vencido uma corrida de Copa do Mundo, Prugger levou o título no slalom gigante em 1997, durante o Campeonato Mundial na sua terra natal, San Candido.
Nos Jogos Olímpicos de Inverno de 1998 conquistou a medalha de prata no Slalom gigante, ficando apenas 0,02 segundos atrás do primeiro colocado, o canadense Ross Rebagliati.
Prugger se aposentou do esporte em 2000.